# Kołkowa Skała

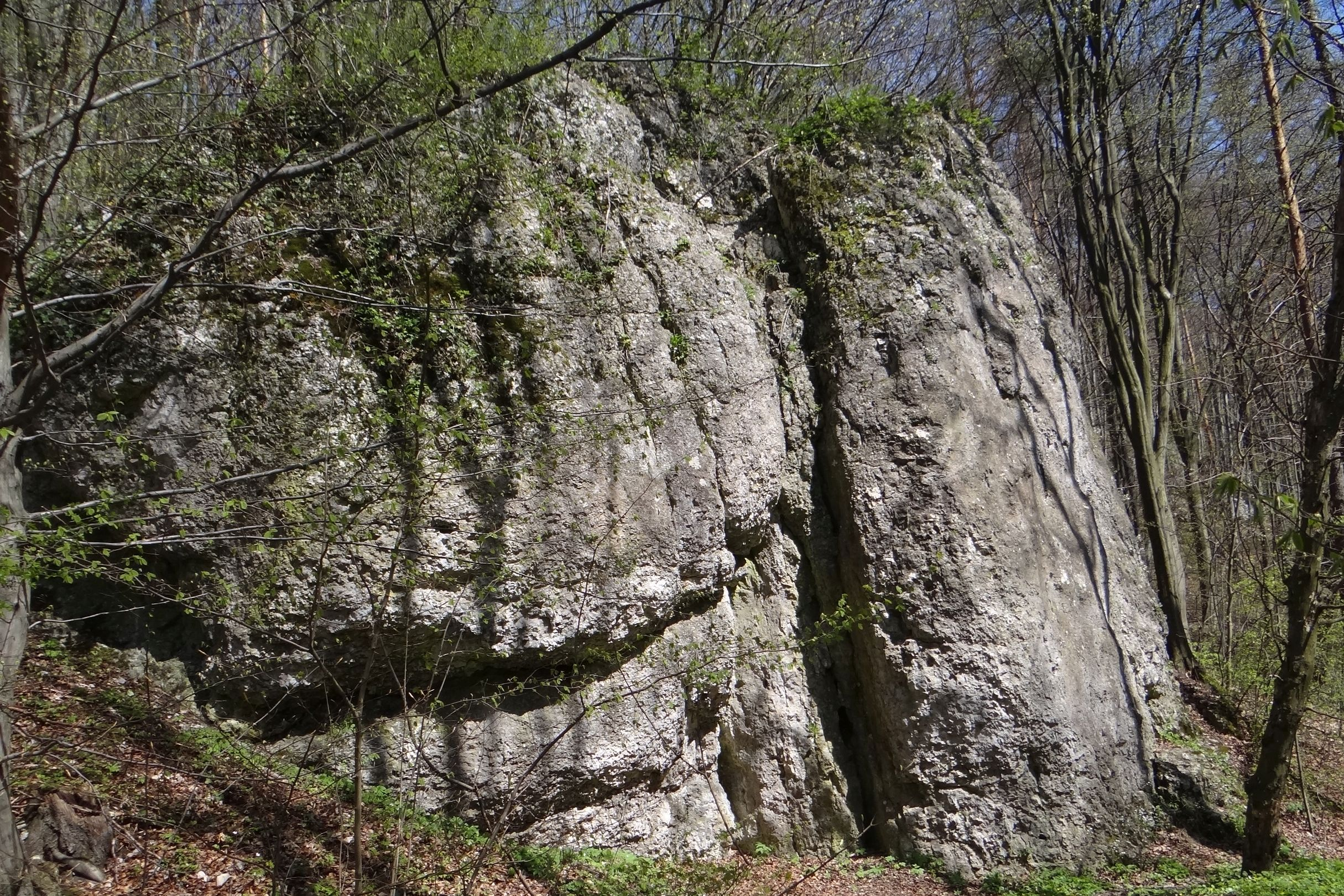

Kołkowa Skała – skała w Dolinie Będkowskiej na Wyżynie Olkuskiej będącej częścią Wyżyny Krakowsko-Częstochowskiej. Administracyjnie znajduje się we wsi Łazy w województwie małopolskim, w powiecie krakowskim, w gminie Jerzmanowice-Przeginia.
Kołkowa Skała znajduje się w bocznym wąwozie będącym orograficznie prawym odgałęzieniem Doliny Będkowskiej. Jest to wąwóz, którym prowadzi asfaltowa droga od dna Doliny Będkowskiej do Łazów. Skała znajduje się u podnóży lewego zbocza wąwozu, w niewielkiej odległości od drogi i jest z niej widoczna. Zbudowana jest z wapieni i ma wysokość 8–10 m.

## Drogi wspinaczkowe
Przez wspinaczy skalnych Kołkowa Skała zaliczana jest do Grupy Zbędowych Skał. Wspinaczkę rozpoczęto na niej późno. W 2017 i 2018 roku poprowadzono 9 dróg wspinaczkowych o trudności od IV+ do VI.2 w skali polskiej. Wszystkie (z wyjątkiem najłatwiejszej) mają zamontowane stałe punkty asekuracyjne: ringi (r) i stanowisko zjazdowe (st).

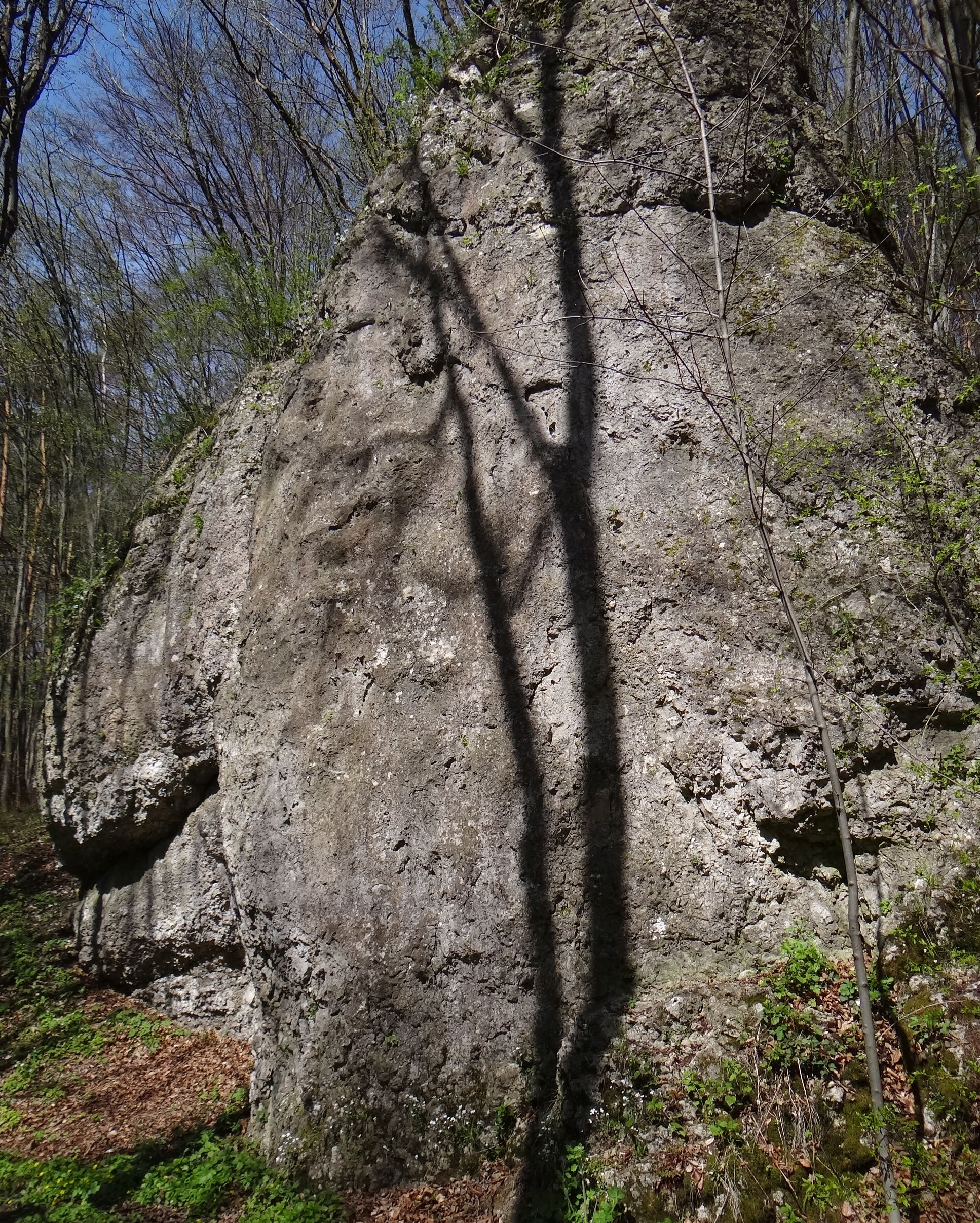

1. Pod wyliniałą papugą; 4r + st, VI.1+, 9 m
2. Van der wspin; 4r + st, VI.2, 9 m
3. Pika-czu; st, IV+, 9 m
4. Muszka plujka; 4r + st, V+, 10 m
5. Żuczek gnojarek; 4r + st, VI.1+, 10 m
6. Kokorostrada; 5r + st, VI.2, 10 m
7. Chmurozaurus rex; 4r + st, VI+, 10 m
8. Somsiady; 3r + st, VI.1, 10 m
9. Pieli, pieli dziad, pieli baba; 4r + st, V, 10 m[1].